# Hans-Botho Bade
Hans-Botho Bade (15 de Novembro de 1909 - † 15 de Dezembro de 1942) foi um comandante de U-Boot que serviu na Kriegsmarine durante a Segunda Guerra Mundial.